# Емельянов, Владимир Николаевич
Владимир Николаевич Емелья́нов (1911—1975) — советский актёр театра и кино. Народный артист РСФСР (1972).

## Биография
В. Н. Емельянов родился 7 (20) июня 1911 года в Перми.
В 1925 году окончил школу.
В 1926—1931 годах — актёр Пермского ТРАМа.
В 1931—1932 годах — учился в Студии московского пролеткульта.
С 1932 года — актёр Свердловского ТРАМа.
С 1937 года — Молотовского театра имени «Комсомольской правды».
С 1953 года — актёр МАДТ имени Е. Б. Вахтангова.
С 1956 года — актёр Театра-студии киноактёра в Москве.
Первая крупная роль Емельянова в кино — Ф. Э. Дзержинский в фильме Вихри враждебные (1953). Значительные роли, определявшие его амплуа: Макаренко в фильме Педагогическая поэма (1955), Вохминцев в фильме Тишина (1964).
Скончался 2 июля 1975 года на съёмках фильма в Донецке.
Похоронен актёр 5 июля на 16 участке Бабушкинского кладбища в Москве.

## Фильмография
- 1953 — Вихри враждебные — Ф. Э. Дзержинский
- 1954 — Школа мужества — Семён Иванович Галка
- 1954 — Опасные тропы — Кондратий Николаевич
- 1954 — Об этом забывать нельзя — секретарь обкома
- 1954 — Аттестат зрелости — Листовский, отец Валентина, главный инженер завода
- 1955 — Педагогическая поэма — Антон Семёнович Макаренко
- 1955 — Матрос Чижик — капитан Лузгин
- 1956 — Это начиналось так… — директор совхоза Гришанин
- 1956 — 300 лет тому… — Мужиловский
- 1956 — Первые радости — Пётр Рагозин
- 1956 — Море зовёт — Фёдор Михайлович
- 1956 — Бессмертный гарнизон — комиссар Кондратьев
- 1957 — Необыкновенное лето — Пётр Рагозин
- 1957 — Цель его жизни
- 1957 — Тугой узел — Курганов
- 1957 — Случай в пустыне — полковник
- 1957 — Отряд Трубачёва сражается — Мирон Дмитриевич, директор МТС
- 1958 — Флаги на башнях — Антон Семёнович Макаренко
- 1958 — По ту сторону — Никола
- 1958 — Киевлянка — немецкий офицер Буш /разведчик Троянский
- 1958 — Капитан первого ранга — Железнов
- 1958 — Дело «пёстрых» — Иннокентий Кузьмич Григорьев, «Папаша»
- 1958—1972 — Искатели солнца / нем. Sonnensucher, ГДР) — полковник Федосев
- 1959 — Я был спутником Солнца — Игорь Петрович, учёный
- 1959 — Человек меняет кожу — Комаренко
- 1959 — Горячая душа
- 1960 — За городской чертой — Тома Чеботару
- 1960 — Вдали от Родины — рабочий бензоколонки — советский разведчик (в титрах Н. Емельянов)
- 1961 — Суд сумасшедших — Абрагам Хаггер
- 1961 — Планета бурь — Вершинин
- 1961 — Водил поезда машинист — следователь гестапо
- 1962 — Когда разводят мосты — Пётр Сидорович, отец Валерки
- 1963 — Тропы Алтая — Вершинин
- 1963 — Когда казаки плачут (короткометражный) — судья
- 1963 — Аппассионата (короткометражный) — Максим Горький
- 1964 — Через кладбище — слесарь Бугреев
- 1964 — Помни, Каспар… — Бахматов
- 1964 — Космический сплав — директор института
- 1964 — Ко мне, Мухтар! — Сергей Прокофьевич, полковник, начальник питомника
- 1964 — Тишина — Николай Григорьевич Вохминцев, отец Сергея и Аси
- 1965 — Третья молодость — Иван Всеволжский, театральный деятель
- 1965 — Сквозь ледяную мглу — шеф полиции
- 1965 — Непокорённый батальон — Добровольский
- 1966 — Маленький беглец / Chiisai tôbôsha (СССР, Япония) — начальник таможенной службы
- 1966 — Их знали только в лицо — вице-адмирал Рейнгардт
- 1966 — Иду искать — полковник Иценко, представитель заказчика
- 1966 — Дикий мёд — генерал Родион Павлович Костецкий
- 1966 — Верность матери — полковник
- 1967 — Цыган — Тимофей Ильич
- 1967 — Пароль не нужен — Гржимальский
- 1967 — Запомним этот день — председатель Минского Совета
- 1967 — Анютина дорога — Платон Павлович
- 1968 — Разведчики — генерал
- 1968 — Сказы уральских гор (документальный) — Мастер
- 1968 — Всадники революции — Карташёв Семён Васильевич, председатель СНК Туркреспублики
- 1969 — Угрюм-река — Яков Назарович Куприянов
- 1969 — Тревожные ночи в Самаре — Семён Ильич Левин, председатель Самарской губЧК
- 1969 — Сердце Бонивура — Багров
- 1969 — Повесть о чекисте — Казанский, офицер абвера
- 1969 — Штрихи к портрету В. И. Ленина — Максим Горький
- 1970 — Риск — генерал разведки
- 1970 — Посланники вечности — Кишкин, министр
- 1970 — Ночная смена — Бирюков, начальник строительства
- 1970 — Король Лир — граф Кент
- 1971 — Егор Булычов и другие — Мокей Петрович Башкин, управляющий
- 1972 — Последние дни Помпеи — пожарный инспектор
- 1972 — Неизвестный, которого знали все
- 1973 — Опознание — судья Стэнли
- 1973 — Надежда — генерал
- 1973 — Семнадцать мгновений весны — Вильгельм Кейтель
- 1973 — Жизнь на грешной земле
- 1974 — Стоянка — три часа — директор завода
- 1974 — Кто, если не ты? — главный инженер завода
- 1974 — День приёма по личным вопросам — начальник главка
- 1974 — Георгий Седов — Петров-Гималайский
- 1975 — Цвет золота — Кутумов
- 1975 — Дожить до рассвета — генерал
- 1975 — В ожидании чуда — Николай Фомич, учитель математики

## Дубляж иностранных фильмов
- 1954 — Граф Монте-Кристо — аббат Фариа (роль Гуальтьеро Тумиати)
- 1954 — Пока ты со мной
- 1961 — Барон Мюнхгаузен — голландский капитан (роль Яна Вериха)
- 1962 — Два господина N
- 1966 — Романс для кларнета — дедушка

## Признание и награды
- медаль «За доблестный труд в Великой Отечественной войне 1941-1945 гг.» (6 июля 1945 г.).
- орден «Знак Почёта» (4 ноября 1967).
- медаль «За доблестный труд. В ознаменование 100-летия со дня рождения Владимира Ильича Ленина» (1 апреля 1970 г.).
- медаль «За освоение целинных земель» (27 октября 1972 г.)
- заслуженный артист РСФСР (1951)
- народный артист РСФСР (1972)
- в Мотовилихинском районе города Перми существует улица актёра Емельянова[4] (2002).